# 連携中枢都市圏構想
連携中枢都市圏構想（れんけいちゅうすうとしけんこうそう）は、日本における市町村の広域連携である。

## 概要
一定要件を満たす都市が「連携中枢都市」となり、周辺市町村と連携協約（地方自治法252条の2第1項）を締結することで、「連携中枢都市圏」を形成し、圏域の活性化を図ろうとする構想である。
2014年12月に閣議決定された「まち・ひと・しごと創生総合戦略」において地域の広域連携に関し、複数存在する圏域の概念が「連携中枢都市圏」に統一されたことに伴い、「地方中枢拠点都市圏構想（地方中枢拠点都市制度）」から名称・目的等が変更された。
地域において、相当の規模と中核性を備える圏域の中心都市が近隣の市町村と連携し、コンパクト化とネットワーク化により「経済成長のけん引」、「高次都市機能の集積・強化」、「生活関連機能サービスの向上」を行うことにより、人口減少・少子高齢社会においても一定の圏域人口を有し活力ある社会経済を維持するための拠点を形成することを目的とする。
連携中枢都市には、「経済成長のけん引」、「高次都市機能の集積・強化」の取組みに対して、圏域人口に応して普通交付税として措置される（例：圏域人口75万で約2億円）。また、特別交付税として「生活関連機能サービスの向上」の取組みに、1市当たり年間1.2億円程度を目安として、人口・面積を勘案して上限額が設定される。一方、連携市町村には、1市町村当たり1500万円を上限として、特別交付税が措置される。

## 経緯
2013年5月、姫路市が国に対して地方中枢拠点都市の制度創設と財政措置を提言した。同年6月、国の第30次地方制度調査会の答申に、地方中枢拠点都市（政令市・中核市・特例市のうち地域の中心的な役割を果たすべき都市）を核とする圏域において新たな広域連携を進める必要性が示され、「圏域における役割に応じた適切な財政措置を講じる必要」が盛り込まれた。この答申を受け同年7月に、地方中枢拠点都市に関する制度設計に取り組むための組織として、総務省に「基礎自治体による行政サービス提供に関する研究会」が設置され、地方中枢拠点都市の担うべき役割の整理、その役割に応じた適切な財政措置の検討など制度設計に関する報告書がとりまとめられた。
2014年1月には、第186回国会における内閣総理大臣安倍晋三の施政方針演説において、人口20万人以上の地方中枢拠点都市と周辺市町村が柔軟に連携する、新たな広域連携の制度の創設に関する基本方針が示され、同年3月に、新たな広域連携の取組を推進するための「連携協約」制度の創設等を内容とする、地方自治法の一部を改正する法律案が国会に提出され、同年5月に可決成立した（同年11月1日施行）。
2014年8月、総務省は、地方中枢拠点都市となる圏域の中心市と近隣の市町村が連携協約を締結することにより形成する地方中枢拠点都市圏について、都市圏形成に向けて市町村の行うべき手続き等を定めた「地方中枢拠点都市圏構想推進要綱」を制定した。
その後、2014年12月に閣議決定された、「まち・ひと・しごと創生総合戦略」において、地域の広域連携に関し、複数存在する圏域の概念が連携中枢都市圏に統一することとされたことを踏まえ、総務省は、2015年1月に「地方中枢拠点都市圏構想推進要綱」の一部改正を行い、都市圏の名称を「地方中枢拠点都市圏」から「連携中枢都市圏」に改めた。併せて、改正後の「連携中枢都市圏構想推進要綱」に基づき連携協約を締結し、連携中枢都市圏ビジョンを策定した中枢都市・連携市町村の取組に対する財政措置について、その概要を公表した。

## 要件
中枢都市は、次に掲げる要件のすべてを満たす市をいう。
- 政令市（地方自治法252条の19第1項）・中核市（同法252条の22第1項） - 人口は20万人以上
  - 2016年4月より、隣接する2市を合わせて中枢都市とする特例が追加された[9]。
- 昼夜間人口比率がおおむね100以上（平成の大合併を経た合併市については特例あり）
- 当該市が所在する地域について、次に掲げる要件のいずれかを満たすこと
  - 三大都市圏（2008年7月4日閣議決定の国土利用計画（全国計画）に基づく埼玉県・千葉県・東京都・神奈川県・岐阜県・愛知県・三重県・京都府・大阪府・兵庫県・奈良県。以下同じ）の区域外に所在すること。
  - 三大都市圏内に所在する場合、政令市（地方自治法252条の19第1項）であって、三大都市圏内に所在するもの又は特別区（同法第281条1項）に対する当該市の従業・通学する就業者数・通学者数の合計を、常住する就業者数・通学者数で除して得た数値が0.1未満であること（平成の大合併で合併した市については特例あり）

## 形成手続
総務省が定める連携中枢都市圏構想推進要綱では、連携中枢都市圏形成に向けて市町村が行うべき手続きとして、連携中枢都市宣言（以下「宣言」）を行った都市が、近隣市町村と連携中枢都市圏形成に係る連携協約（以下「協定」）を締結し、連携中枢都市圏ビジョン（以下「ビジョン」）を策定するまでの手続きが定められている。
連携中枢都市宣言
地方圏において相当の規模と中核性を備える圏域の中心都市が、近隣の市町村との連携に基づいて、圏域全体の将来像を描き、圏域全体の経済をけん引し圏域の住民全体の暮らしを支えるという役割を担う意思を有すること等を記載した書面（「連携中枢都市宣言書」）を作成し、公表することをいう。
連携中枢都市圏形成に係る連携協約
「宣言」を行った1の中枢都市と、その近隣の1の市町村が、圏域全体の方向性、連携分野、役割分担に関する事項等について、それぞれの市町村議会の議決（地方自治法252条の2第3項）に基づき締結・変更される。
「連携協約」制度は、地方自治法の改正（2014年法律42号）により創設された。普通地方公共団体は新たな広域連携の取組を推進するため、他の普通地方公共団体と連携して事務処理の基本的な方針・役割分担を定める連携協約を締結できる。
連携中枢都市圏形成方針
連携協約の代替措置。広域的な市町村の合併を経た市に関する特例。
連携中枢都市圏構想推進要綱では、昼夜間人口比率に関する中枢都市の要件を満たす市で、「当該市に対する通勤通学者割合が0.1以上である市町村が存在しない市は」、単独で連携中枢都市宣言書の作成・変更・取消・公表できる。この場合、「協定」に代わり連携中枢都市圏形成方針を策定する。
連携中枢都市圏ビジョン
「宣言」を行った1の中枢都市と、その近隣の1の市町村が協議の結果、策定されるもの。この時の協議の場を連携中枢都市圏ビジョン懇談会という。「ビジョン」を策定すると連携中枢都市圏を形成することができる。
連携中枢都市圏の名称・将来像・具体的取組・期間・成果指標などが定められている。

## 広域連携促進事業
2014年4月、総務省では、改正予定の地方自治法に基づく連携協約締結に向けた取組等を推進し、地方公共団体間の新たな広域連携の全国展開に向けた先行的モデルを構築するため、新たな広域連携モデル構築事業（以下「モデル事業」）の募集を行った。同年6月には、全国で11件の事業が選定され、新たな広域連携モデルを構築する事業が実施された。2015年度・2016年度には、それぞれ新たな広域連携促進事業を発表している。

### 「モデル事業」
| 事業名                | 中枢都市                                 | 連携市町村 | 備考                 |
| --------------------- | ---------------------------------------- | --- | -------------------- |
| 盛岡市・ 盛岡広域圏   | 岩手県 盛岡市                            | 2市5町 八幡平市・滝沢市・雫石町・葛巻町・岩手町・紫波町・矢巾町                                                                                               | 「ビジョン」策定済み |
| 姫路市・ 播磨圏域     | 兵庫県 姫路市                            | 7市8町 相生市・加古川市・高砂市・加西市・宍粟市・たつの市・稲美町・播磨町・市川町・福崎町・神河町・太子町・上郡町・佐用町、赤穂市（追加）                     | 「ビジョン」策定済み |
| 倉敷市・ 高梁川流域圏 | 岡山県 倉敷市                            | 6市3町 笠岡市・井原市・総社市・高梁市・新見市・浅口市・早島町・里庄町・矢掛町                                                                                 | 「ビジョン」策定済み |
| 広島市・ 都市圏域     | 広島県 広島市                            | 10市6町 呉市・竹原市・三原市・大竹市・東広島市・廿日市市・安芸高田市・江田島市・府中町・海田町・熊野町・坂町・安芸太田町・北広島町 【山口県】：岩国市・柳井市 | 「ビジョン」策定済み |
| 福山市・ 備後圏域     | 広島県 福山市                            | 5市2町 三原市・尾道市・府中市・世羅町・神石高原町 【岡山県】笠岡市・井原市                                                                                    | 「ビジョン」策定済み |
| 下関市・ 北九州市     | 山口県下関市・福岡県北九州市（両市合同） | 山口県下関市・福岡県北九州市（両市合同） |                      |
| 北九州都市圏域        | 福岡県 北九州市                          | 5市11町 直方市・行橋市・豊前市・中間市・宮若市・芦屋町・水巻町・岡垣町・遠賀町・小竹町・鞍手町・苅田町・みやこ町・吉富町・上毛町・築上町                      | 「ビジョン」策定済み |
| 熊本市・ 熊本都市圏   | 熊本県 熊本市                            | 3市9町1村 宇土市・宇城市・合志市・美里町・玉東町・大津町・菊陽町・西原村・御船町・嘉島町・益城町・甲佐町・山都町                                              | 「ビジョン」策定済み |
| 宮崎市・ 宮崎広域圏   | 宮崎県 宮崎市                            | 最小単位（2町：国富町・綾町） 最大単位（宮崎県全域） | 「協定」策定済み     |

### 2015年度の広域連携促進事業
| 中枢都市        | 連携市町村 | 備考         |
| --------------- | --- | ------------ |
| 青森県 八戸市   | 6町1村 三戸町・五戸町・田子町・南部町・階上町・新郷村・おいらせ町                                                                    |              |
| 山形県 山形市   | 最小単位（2市2町:上山市・天童市・山辺町・中山町） 最大単位（5市6町：上記＋寒河江市・村山市・東根市・河北町・西川町・朝日町・大江町） |              |
| 福島県 郡山市   | 3市7町4村 須賀川市・田村市・ 本宮市・大玉村・鏡石町・天栄村・猪苗代町・石川町・玉川村・平田村・浅川町・古殿町・三春町・小野町        |              |
| 新潟県 新潟市   | 5市2町1村 新発田市・加茂市・燕市・五泉市・阿賀野市・聖籠町・弥彦村・田上町                                                           |              |
| 石川県 金沢市   | 3市2町 白山市・かほく市・ 野々市市・津幡町・内灘町                                                                                   |              |
| 岐阜県 岐阜市   | 5市3町 羽島市・各務原市・山県市・瑞穂市・本巣市・笠松町・岐南町・北方町                                                              |              |
| 静岡県 静岡市   | 4市2町 島田市・焼津市・藤枝市・牧之原市・吉田町・川根本町                                                                            |              |
| 岡山県 岡山市   | 7市5町 玉野市・瀬戸内市・備前市・赤磐市・総社市・津山市・真庭市・早島町・和気町・吉備中央町・久米南町・美咲町                        |              |
| 愛媛県 松山市   | 2市3町 伊予市・東温市・久万高原町・松前町・砥部町                                                                                    |              |
| 福岡県 久留米市 | 3市2町 大川市・小郡市・うきは市・大刀洗町・大木町                                                                                    |              |
| 長崎県 長崎市   | 2町、ほか近隣市町 長与町・時津町 | 「宣言」済み |
| 大分県 大分市   | 5市1町 別府市・臼杵市・津久見市・豊後大野市・由布市・日出町                                                                          |              |

### 2016年度の広域連携促進事業
| 中枢都市               | 連携市町村                                                                          | 備考                                                                                       |
| ---------------------- | ----------------------------------------------------------------------------------- | ------------------------------------------------------------------------------------------ |
| 青森県 青森市          | 3町1村 平内町・今別町・蓬田村・外ヶ浜町                                             |                                                                                            |
| 福島県 福島市          | 2市3町1村 【福島県】伊達市・桑折町・国見町・川俣町・飯舘村 【宮城県】白石市         |                                                                                            |
| 富山県 高岡市・ 射水市 | 4市 南砺市・氷見市・砺波市・小矢部市                                                | 「隣接する2つの市を合わせて1つの連携中枢都市とみなす」特例要件によって連携中核都市を目指す |
| 三重県 四日市市        | 1市4町 いなべ市・東員町・菰野町・朝日町・川越町                                     |                                                                                            |
| 鳥取県 鳥取市          | 6町 【鳥取県】岩美町・若桜町・智頭町・八頭町 【兵庫県】香美町・新温泉町             |                                                                                            |
| 広島県 呉市            | 4市5町 竹原市・三原し・東広島市・江田島市・府中町・海田町・熊野町・坂町・大崎上島町 |                                                                                            |
| 山口県 山口市・ 宇部市 | 4市1町 【山口県】萩市・防府市・美祢市・山陽小野田市 【島根県】津和野町              | 「宣言」済み                                                                               |
| 高知県 高知市          | 10市17町6村 高知県の全市町村                                                        | 「宣言」済み                                                                               |
| 鹿児島県 鹿児島市      | 3市 日置市・いちき串木野市・姶良市                                                  |                                                                                            |

## 形成を目指す動き
- 松本市 - 2016年6月に市長の菅谷昭が、中核市への移行と合わせて連携中枢都市となることを検討したいとした[19]

## 都市圏一覧
|    | 圏域名 （中枢都市）                            | 連携市町村 | 形成年月    | 備考 |  |
| -- | ---------------------------------------------- | --- | ----------- | --- |  |
| 1  | 播磨圏域連携中枢都市圏 （姫路市）              | 【兵庫県】7市8町 加古川市・高砂市・たつの市・赤穂市・加西市・宍粟市・播磨町・太子町・稲美町・相生市・福崎町・佐用町・上郡町・市川町・神河町 | 2015年 4月  | [ 21 ] |  |
| 2  | 備後圏域 （福山市）                            | 【広島県】 4市2町 竹原市・三原市・尾道市・府中市・世羅町・神石高原町 【岡山県】2市 笠岡市・井原市 | 2015年 3月  | [ 22 ] |  |
| 3  | 高梁川流域連携中枢都市圏 （倉敷市）            | 【岡山県】 6市3町 笠岡市・井原市・総社市・高梁市・新見市・浅口市・早島町・里庄町・矢掛町 | 2015年 3月  | [ 23 ] |  |
| 4  | みやざき共創都市圏 （宮崎市）                  | 【宮崎県】 2町 国富町・綾町 | 2015年 3月  | |  |
| 5  | 久留米市広域連携中枢都市圏 （久留米市）        | 【福岡県】 3市2町 大川市・小郡市・うきは市・大刀洗町・大木町 | 2016年 2月  | [ 24 ] |  |
| 6  | みちのく盛岡広域連携中枢都市圏 （盛岡市）      | 【岩手県】 2市5町 八幡平市・滝沢市・雫石町・葛巻町・岩手町・紫波町・矢巾町 | 2016年 3月  | [ 25 ] |  |
| 7  | 石川中央都市圏 （金沢市）                      | 【石川県】 3市2町 白山市・かほく市・野々市市・津幡町・内灘町 | 2016年 3月  | [ 26 ] |  |
| 8  | 長野地域連携中枢都市圏 （長野市）              | 【長野県】 2市4町2村 須坂市・千曲市・信濃町・飯綱町・小布施町・坂城町・小川村・高山村 | 2016年 3月  | |  |
| 9  | 下関市連携中枢都市圏 （下関市）                | 【山口県】 1市 | 2016年 3月  | 単独 |  |
| 10 | 大分都市広域圏 （大分市）                      | 【大分県】 6市1町 別府市・臼杵市・津久見市・豊後大野市・由布市・竹田市・日出町 | 2016年 3月  | [ 28 ] |  |
| 11 | 瀬戸・高松広域連携中枢都市圏 （高松市）        | 【香川県】 2市5町 さぬき市・東かがわ市・綾川町・三木町・小豆島町・土庄町・直島町 | 2016年 3月  | [ 29 ] |  |
| 12 | 熊本連携中枢都市圏 （熊本市）                  | 【熊本県】 7市10町2村 菊池市・宇土市・宇城市・合志市・山鹿市・玉名市・阿蘇市・美里町・玉東町・大津町・菊陽町・西原村・御船町・嘉島町・益城町・甲佐町・山都町・高森町・西原村・南阿蘇村 | 2016年 3月  | [ 30 ] |  |
| 13 | 広島広域都市圏 （広島市）                      | 【広島県】 9市8町 呉市・竹原市・三原市・三次市・大竹市・東広島市・廿日市市・安芸高田市・江田島市・府中町・海田町・熊野町・坂町・安芸太田町・北広島町・大崎上島町・世羅町 【山口県】 2市5町 岩国市・柳井市・周防大島町・和木町・上関町・田布施町・平生町 【島根県】 1市4町 浜田市・飯南町・川本町・美郷町・邑南町 | 2016年 3月  | [ 31 ] |  |
| 14 | 北九州都市圏域 （北九州市）                    | 【福岡県】 5市11町 直方市・行橋市・豊前市・中間市・宮若市・芦屋町・水巻町・岡垣町・遠賀町・小竹町・鞍手町・苅田町・みやこ町・吉富町・上毛町・築上町 | 2016年 4月  | [ 32 ] |  |
| 15 | しずおか中部連携中枢都市圏 （静岡市）          | 【静岡県】 4市2町 焼津市・藤枝市・島田市・牧之原市・吉田町・川根本町 | 2016年 4月  | |  |
| 16 | 松山圏域 （松山市）                            | 【愛媛県】2市3町 伊予市・東温市・久万高原町・松前町・砥部町 | 2016年 7月  | |  |
| 17 | とやま呉西圏域 （高岡市・射水市）              | 【富山県】4市 南砺市・氷見市・砺波市・小矢部市 | 2016年 10月 | 複眼型 |  |
| 18 | 八戸圏域連携中枢都市圏 （八戸市）              | 【青森県】6町1村 三戸町・五戸町・田子町・南部町・階上町・おいらせ町・新郷村 | 2017年 3月  | |  |
| 19 | 新潟広域都市圏 （新潟市）                      | 【新潟県】6市3町1村 三条市・新発田市・燕市・五泉市・阿賀野市・胎内市・聖籠町・弥彦村・田上町・阿賀町 | 2017年 3月  | |  |
| 20 | 岡山連携中枢都市圏 （岡山市）                  | 【岡山県】7市5町 津山市・玉野市・総社市・備前市・瀬戸内市・赤磐市・真庭市・和気町・早島町・久米南町・美咲町・吉備中央町 | 2017年 3月  | |  |
| 21 | 山口県央連携都市圏域 （山口市・宇部市）        | 【山口県】4市 萩市・防府市・美祢市・山陽小野田市 【島根県】1町 津和野町 | 2017年 3月  | 複眼型 |  |
| 22 | 長崎広域連携中枢都市圏 （長崎市）              | 【長崎県】2町 長与町・時津町 | 2017年 3月  | |  |
| 23 | かごしま連携中枢都市圏 （鹿児島市）            | 【鹿児島県】3市 日置市・いちき串木野市・姶良市 | 2017年 3月  | |  |
| 24 | 富山広域連携中枢都市圏 （富山市）              | 【富山県】1市2町1村 滑川市・舟橋村・上市町・立山町 | 2017年 1月  | |  |
| 25 | 広島中央地域連携中枢都市圏 （呉市）            | 【広島県】3市4町 竹原市・東広島市・江田島市・海田町・熊野町・坂町・大崎上島町 | 2017年 10月 | |  |
| 26 | れんけいこうち広域都市圏 （高知市）            | 【高知県】6市10町4村 安芸市・安田町・馬路村・芸西村・南国市・香南市・香美市・本山町・大豊町・土佐町・大川村・土佐市・いの町・仁淀川町・佐川町・越知町・日高村・須崎市・中土佐町・津野町 | 2018年3月   | 県内全自治体で「れんけいこうち広域都市圏」を構成するが、連携中枢都市圏としては6市10町4村のみで構成する。連携中枢都市圏外の自治体は県が支援。 |  |
| 27 | 岐阜連携都市圏 （岐阜市）                      | 【岐阜県】4市3町 山県市・瑞穂市・本巣市・羽島市・岐南町・笠松町・北方町 | 2017年 11月 | |  |
| 28 | 因幡・但馬麒麟のまち 連携中枢都市圏 （鳥取市） | 【鳥取県・兵庫県】6町 〈鳥取県〉岩美町・若桜町・智頭町・八頭町 〈兵庫県〉香美町・新温泉町 | 2018年 4月  | |  |
| 29 | こおりやま広域連携中枢都市圏 （郡山市）        | 【福島県】4市8町4村 須賀川市・二本松市・田村市・本宮市・大玉村・鏡石町・天栄村・猪苗代町・石川町・玉川村・平田村・浅川町・古殿町・三春町・小野町・磐梯町 | 2019年 1月  | |  |
| 30 | 西九州させぼ広域都市圏 （佐世保市）            | 【佐賀県・長崎県】4市7町 〈長崎県〉平戸市・松浦市・西海市・東彼杵町・川棚町・波佐見町・小値賀町・新上五島町・佐々町〈佐賀県〉伊万里市、有田町 | 2019年 1月  | |  |
| 31 | さっぽろ連携中枢都市圏 （札幌市）              | 【北海道】7市3町1村 小樽市・岩見沢市・江別市・千歳市・恵庭市・北広島市・石狩市・当別町・新篠津村・南幌町・長沼町 | 2019年 3月  | |  |
| 32 | ふくい嶺北連携中枢都市圏 （福井市）            | 【福井県】6市4町 大野市・勝山市・鯖江市・あわら市・越前市・坂井市・永平寺町・池田町・南越前町・越前町 | 2019年 4月  | |  |
| 33 | 山形連携中枢都市圏 （山形市）                  | 【山形県】6市7町 寒河江市・上山市・村山市・天童市・東根市・尾花沢市・山辺町・中山町・河北町・西川町・朝日町・大江町・大石田町 | 2020年 1月  | |  |
| 34 | 青森圏域連携中枢都市圏 （青森市）              | 【青森県】3町1村 平内町・今別町・蓬田村・外ヶ浜町 | 2019年 12月 | |  |
| 35 | いばらき県央地域連携中枢都市 （水戸市）        | 【茨城県】4市3町1村 笠間市・ひたちなか市・那珂市・小美玉市・茨城町・大洗町・城里町・東海村 | 2022年 2月  | |  |
| 36 | 旭川大雪圏域連携中枢都市圏 （旭川市）          | 【北海道】8町 鷹栖町・東神楽町・当麻町・比布町・愛別町・上川町・東川町・美瑛町 | 2022年 1月  | |  |
| 37 | ふくしま田園中枢都市圏 （福島市）              | 【福島県】3市3町2村 二本松市・伊達市・本宮市・桑折町・国見町・川俣町・大玉村・飯館村 | 2022年 3月  | |  |
| 38 | やまなし県央連携中枢都市圏 （甲府市）          | 【山梨県】8市1町 韮崎市・南アルプス市・甲斐市・笛吹市・北杜市・山梨市・甲州市・中央市・昭和町 | 2023年 3月  | |  |

## 地方自治法における主要な条文
- 連携協約（252条の2関係）

普通地方公共団体は、他の普通地方公共団体と連携して事務を処理するに当たっての基本的な方針及び役割分担を定める連携協約を締結できる。
- 連携協約に係る紛争（251条の3の2、252条の2第7項関係）

連携協約に係る紛争があるときは、自治紛争処理委員による処理方策の提示を申請することができる。

## 評価
2015年3月、高岡市など富山県の6市は国に対して連携中枢都市圏の要件緩和を要請した。
2015年1月に日本共産党の機関誌『しんぶん赤旗』は、「周辺地域の切り捨てと住民サービスの後退が進み、地域の疲弊をさらに進める」として、連携中枢都市圏構想に反対を表明した。
連携中枢都市圏構想は、連携中枢都市の経済・都市機能の便益を連携市町村民が便益を享受できるように、インフラや都市機能のネットワークを強化することで、「人口減少・少子高齢社会においても一定の圏域人口を有し活力ある社会経済を維持するための拠点」を形成する試みであると評される。中枢都市にはリーダーシップが与えられており、地方創生法関連法（2014年）で改正地域再生法に定められたワンストップ手続を利用して、連携中枢都市圏内において、企業誘致・インフラ整備・コンパクトシティ化・農業6次産業化などをまとめて推進することもできる。圏域内の自治体を合併に誘引する可能性があるため、「ステルス合併」と揶揄されることもある。